# Isabelle Joschke
Isabelle Joschke (* 27. Januar 1977 in München) ist eine deutsch-französische Segelsportlerin und Einhandseglerin. Seit mehr als 20 Jahren bestreitet sie regelmäßig Profi-Wettbewerbe, darunter mehrere Transatlantikregatten. Zu ihrer ersten Weltumsegelung startete sie im Rahmen der Vendée Globe 2020/21, konnte das Rennen aber wegen eines Hydraulikschadens am Kiel nur außerhalb der Wertung beenden. 2024/25 nahm sie zum zweiten Mal an der angesehenen Nonstop-Einhand-Regatta teil und erreichte mit ihrer 17 Jahre alten IMOCA den 19. Platz.

## Leben und Wirken
Überwiegend in Frankreich als Tochter einer Französin und eines Deutsch-Österreichers aufgewachsen, machte Joschke ihr Abitur am Deutsch-Französischen Gymnasium Freiburg und studierte an der Universität von Paris klassische Literatur (Griechisch und Latein).
Im Kindesalter lernte sie das Segeln mit einem Optimist auf einem See in Österreich. Während des Studiums belegte sie Segelkurse auf den Glénan-Inseln vor Concarneau in der Bretagne und machte ihre Segelzertifikate.
Die Teilnahme an einem Überführungstörn einer Segelyacht nach Brasilien weckte ihren Wunsch, professionelle Seglerin zu werden. Sie steckte ihre Ersparnisse in den Kauf eines Prototyps der Classe Mini von Samantha Davies. Die 6,5 Meter langen Boote sind gewöhnlich die Einstiegsklasse ins Einhand-Hochseesegeln. Zwei Jahre verbrachte sie in einem Wohnmobil und widmete sich ganz der Regattasegelei. Ihre erste Profi-Regatta segelte sie im Jahr 2005 bei der Mini-Transat, die sie trotz technischer Probleme auf dem 14. Platz beendete. In den folgenden Jahren konnte sie bei der Jahreswertung der Mini-Klasse wegen sehr guter Einzelergebnisse immer das Podium erreichen. 2007 gewann sie die erste Etappe der Mini-Transat mit gehörigem Vorsprung, was ihr die Aufmerksamkeit und Hilfe von Sponsoren einbrachte.

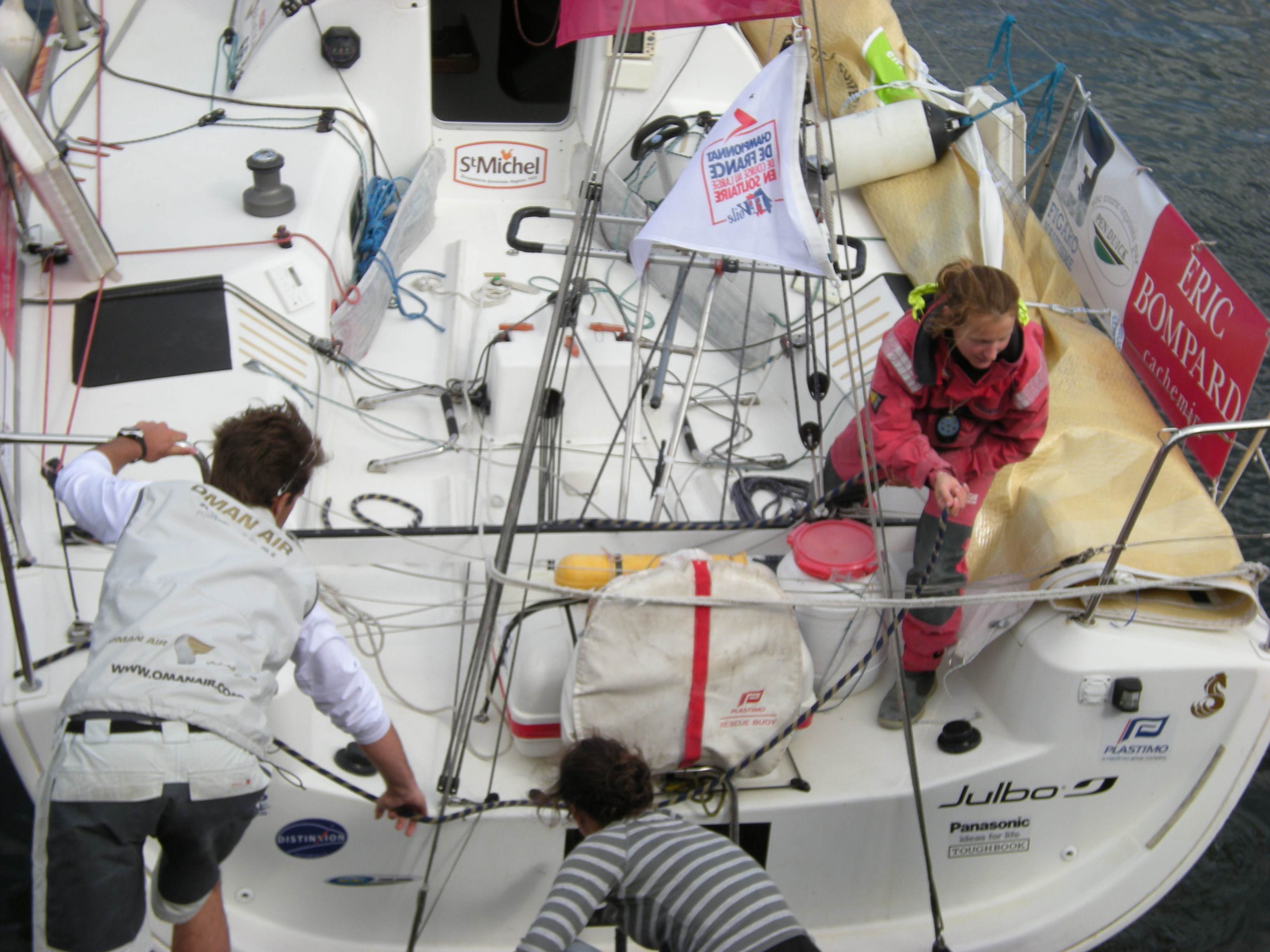
Joschke (rechts im Bild) auf ihrer Figaro „Galettes Saint-Michel“ (2012)

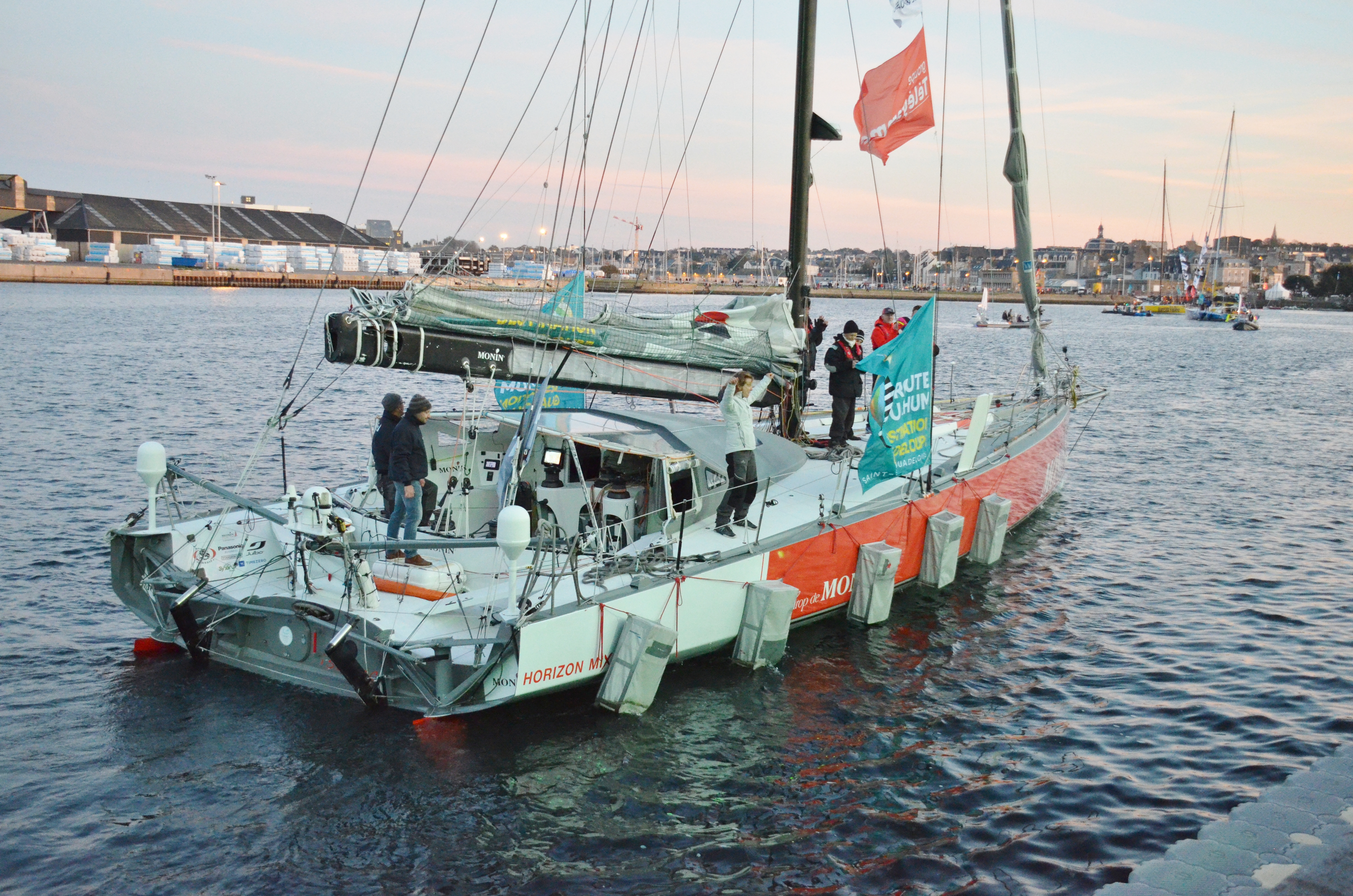
Joschke, auf IMOCA „Monin“ (2018), Route du Rhum

Ihr nächster Schritt war die Teilnahme der jährlich durchgeführten Einhand-Regatta Solitaire du Figaro. 2013 nahm sie Alain Gautiers Firma unter Vertrag und sie bekam damit auch einen potenten Sponsor für ihre weitere Entwicklung. Über einige Achtungserfolge in der Class40 bei Transatlantikrennen kam sie 2017 zu einer eigenen Open 60 – der ehemaligen Safran von Marc Guillemot –, mit dem Ziel, die Vendée Globe 2020/21 zu segeln.
Mit Pierre Brasseur als Co-Skipper segelte sie die bedeutende Transatlantikregatta Transat Jacques Vabre 2017 und erreichte den 8. Platz. Darauf folgte im Jahr 2018 die Teilnahme im Duo mit Justine Mettraux (Schweiz) an der Transat AG2R La Mondiale, die sie auf Platz 10 beendete.
Am 8. November 2020 startete sie bei der Vendée Globe, dem Olymp des Hochsee-Einhandsegelns, als eine von sechs Frauen bei insgesamt 33 Teilnehmern. Nach einer sehr vorsichtigen Strategie in der Frühphase des Rennens – das gesamte Feld war zwei Stürmen ausgesetzt – erreichte sie die Doldrums in einer für sie enttäuschenden Platzierung, um sich dann aber zur Hälfte des Rennens bis auf Platz 6 am Weihnachtstag vorzuarbeiten. Im Südatlantik, nach 21.224 gesegelten Meilen von insgesamt 27.077 Meilen, gab sie infolge eines irreparablen Hydraulikschadens die Aufgabe bei der Regatta bekannt. Sie steuerte Salvador da Bahia an und machte dort für Reparaturen fest. Nach 10 Tagen setzte Isabelle Joschke die Weltumsegelung außer Wertung fort und erreichte Les Sables-d’Olonne am 24. Februar 2021 nach 107 Tagen und 21 Stunden.
Im November 2024 startete Joschke zu ihrer zweiten Vendée-Globe-Teilnahme als eine von erneut sechs Frauen unter nunmehr 40 Startern. Mit einer Zeit von 85 Tagen 11 Stunden 26 Minuten und 36 Sekunden belegte sie den 19. Platz im Gesamtklassement.
Joschke lebt in Lorient.

## Soziales Wirken
Joschke ist Gründerin und Aushängeschild des Vereins Horizon Mixité, mit dem sie die Gleichstellung der Geschlechter fördern will.
„Die Organisation versucht, Vielfalt in jedem Bereich zu fördern. Wir konzentrieren uns auf den Offshore-Rennsport, um diese Botschaft zu vermitteln, insbesondere an junge Menschen. Ich finde, dass viele kognitive Vorurteile Kindern von klein auf eingeimpft werden, bewusst oder manchmal auch implizit und ungewollt. Das führt dazu, dass Frauen in bestimmten Bereichen, wie zum Beispiel bei Wettkämpfen oder im Beruf, weniger Selbstvertrauen haben. Ich musste meinen Wettbewerbsgeist alleine fördern. Ich musste mir meinen eigenen Weg bahnen, ganz allein. Deshalb wollte ich die Botschaft vermitteln: Ja, man kann eine Frau sein, weiblich und klein, und trotzdem einen harten und körperlich anstrengenden Beruf wie das Weltumsegeln ausüben.“

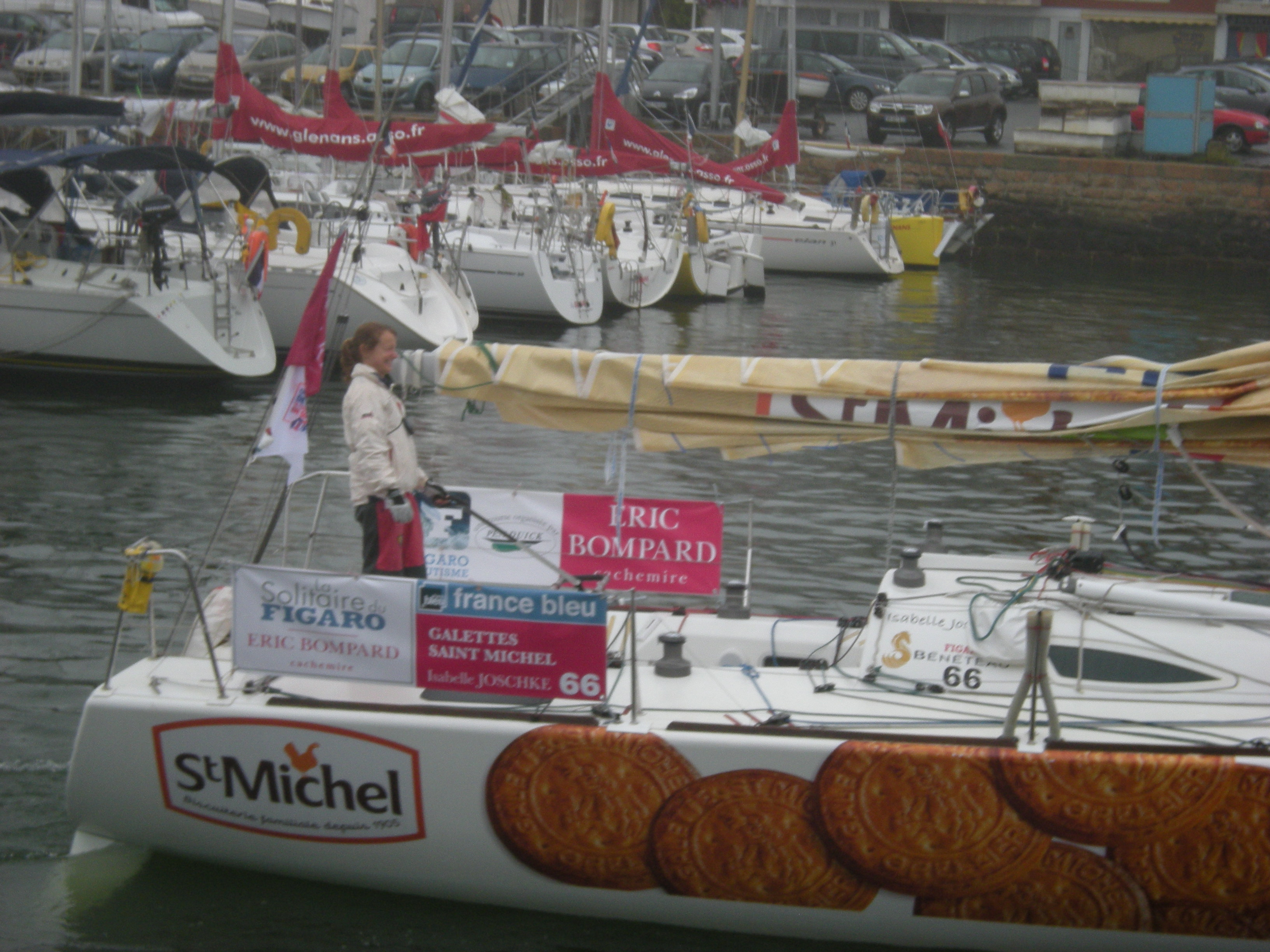
Joschke beim Figaro 2012 "Galettes Saint-Michel

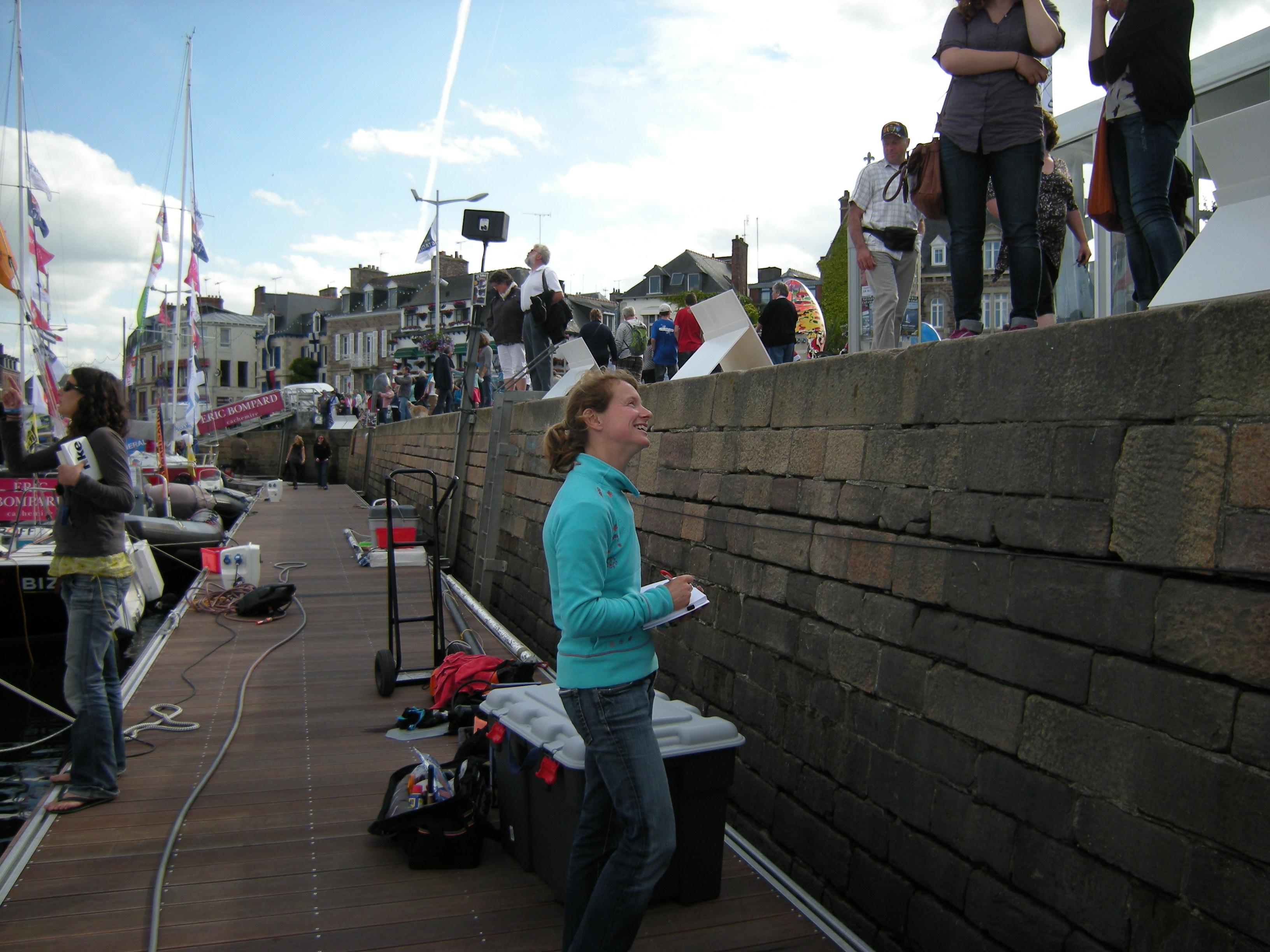
Joschke beim Figaro 2012

## Erfolge
| Klasse          | Jahr | Platz | Regatta                             | Boot                                   | Bemerkungen                  |
| --------------- | ---- | ----- | ----------------------------------- | -------------------------------------- | ---------------------------- |
| Classe Mini     | 2004 | 46    | Jahreswertung                       | INFORMATIQUE et STATISTIQUES, Mini 276 |                              |
| Classe Mini     | 2005 | 14    | Mini Transat                        | SYNERGIE TRAIVAIL TEMPORAIRE, Mini 276 | Probleme mit dem Autopiloten |
| Classe Mini     | 2005 | 4     | Jahreswertung                       | DEGREMONT, Mini 276                    |                              |
| Classe Mini     | 2006 | 2     | Jahreswertung                       | DEGREMONT, Mini 276                    |                              |
| Classe Mini     | 2007 | 1     | Mini Fastnet                        | DEGREMONT, Mini 667                    | mit Franck Cammas            |
| Classe Mini     | 2007 | 20    | Mini Transat                        | DEGREMONT, Mini 667                    | 1. der ersten Etappe         |
| Classe Mini     | 2007 | 3     | Jahreswertung                       | DEGREMONT, Mini 667                    |                              |
| Figaro Bénéteau | 2011 | 19    | Solitaire de Figaro                 | GALETTES SAINT-MICHEL                  |                              |
| Figaro Bénéteau | 2014 | 16    | Solitaire de Figaro                 | GENERALI HORIZON MIXITE                |                              |
| Figaro Bénéteau | 2015 | 17    | Solitaire de Figaro                 | GENERALI HORIZON MIXITE                |                              |
| Class40         | 2016 | 2     | Transat Québec Saint-Malo           | GENERALI, No.131                       |                              |
| Class40         | 2016 | 4     | Jahreswertung                       | GENERALI, No.131                       |                              |
| IMOCA           | 2017 | 8     | Transat Jacque Vabre                | GENERALI, FRA27                        | mit Pierre Brasseur          |
| IMOCA           | 2018 | 10    | Transat AG2R                        | MONIN, FRA27                           | mit Justine Mettraux         |
| IMOCA           | 2018 | 2     | Monaco Globe Series                 | Monin FRA27                            | mit Alan Gautier             |
| IMOCA           | 2018 | 2     | Dhream Cup 700                      | MASCF FRA27                            |                              |
| IMOCA           | 2019 | 8     | Défi Azimut                         | MASCF FRA27                            |                              |
| IMOCA           | 2020 | 3     | Défi Azimut                         | MASCF FRA27                            |                              |
| IMOCA           | 2020 | 13    | Vendée-Arctique-Les Sables d'Olonne | MASCF FRA27                            | Qualifikation Vendeé Globe   |
| IMOCA           | 2020 | -     | Vendée Globe                        | MASCF FRA27                            | Abbruch 9.1.2021             |
| IMOCA           | 2023 | 9     | Retour à La Base                    | MASCF FRA27                            | [ 24 ]                       |
| IMOCA           | 2024 | 19    | Vendée Globe                        | MASCF FRA27                            |                              |

## Rundfunkbeiträge
- Sportclub Story (Matthias Cammann): Die Skipperin. Isabelle Joschke bei der Vendée Globe. Norddeutscher Rundfunk, 16. Februar 2025.